# دوروتا ناروشویچ
دوروتا ناروشویچ (لهستانی: Dorota Naruszewicz؛ زادهٔ ۱ مارس ۱۹۷۱) بازیگر اهل لهستان است.
از فیلم‌ها یا مجموعه‌های تلویزیونی که وی در آن‌ها نقش داشته‌است، می‌توان به یک داستان بسیار کریسمسی، تاج پادشاهان، در خوشی و سختی، رنگ‌های خوشبختی، پدر متیو، هتل ۵۲، طایفه و پان تادئوش اشاره نمود.